# Liste des aqueducs de Seine-et-Marne

## Historique

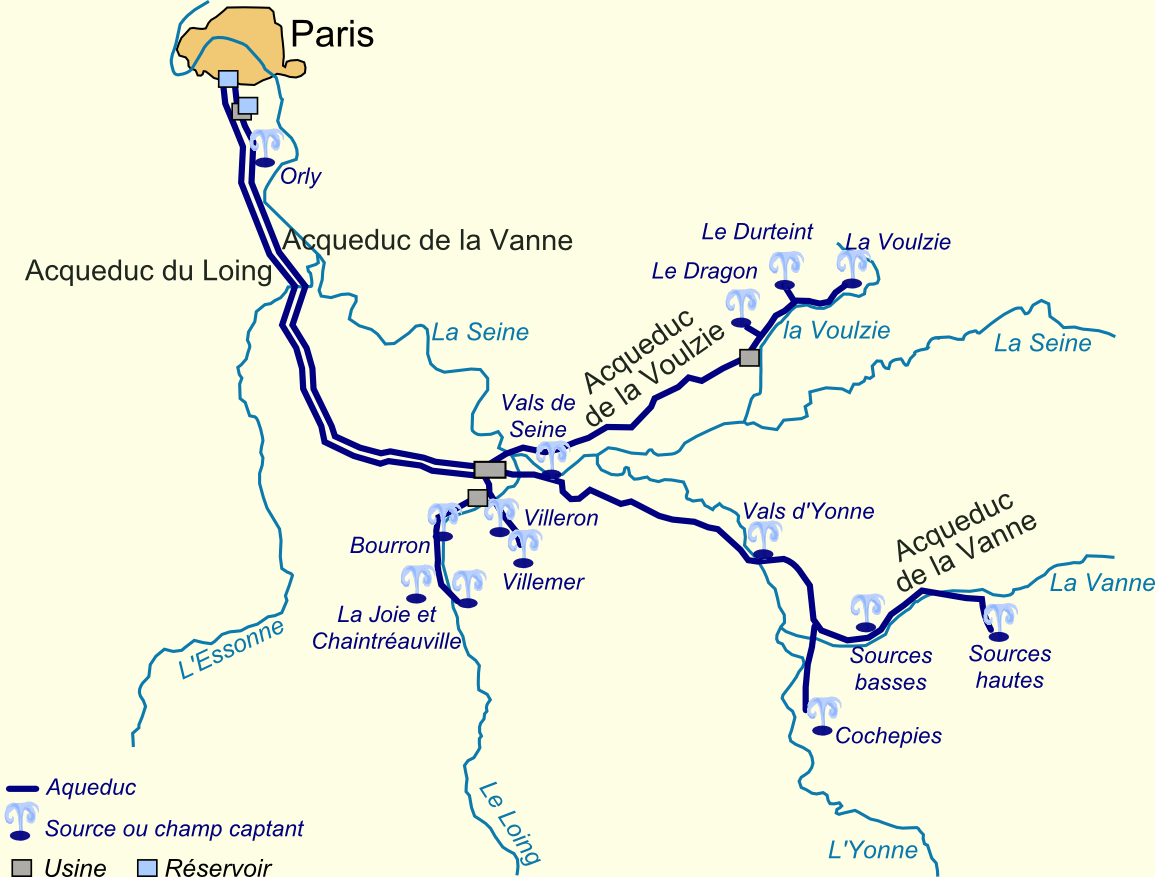
Tracé des aqueducs de la Vanne et du Loing et des aqueduc secondaires.

Le réseau des aqueducs de Seine-et-Marne s'articule essentiellement autour des aqueducs de la Vanne et du Loing et celui de la Voulzie au sud est du département d'une part, et l'Aqueduc de la Dhuis au nord d'autre part.
Construits à la fin du XIXe siècle et au début du XXe siècle, leurs fonctions étaient et sont encore aujourd'hui, l'acheminent de l’eau potable vers les réservoirs de Paris, à savoir :  
- aqueduc de la Dhuis : alimentation du réservoir de Ménilmontant qui desservait à l'origine les quartiers de Montmartre, Belleville et Passy. Aujourd'hui, il alimente le parc d'attraction Disneyland Paris depuis le 12 avril 1992.
- aqueduc de la Vanne : à l'origine, il alimentait le réservoir de Montsouris, actuellement celui de L'Haÿ-les-Roses qui dessert le sud et le sud-ouest de Paris.
- aqueduc du Loing : il alimente le réservoir de Montsouris, qui dessert le centre de Paris[1].

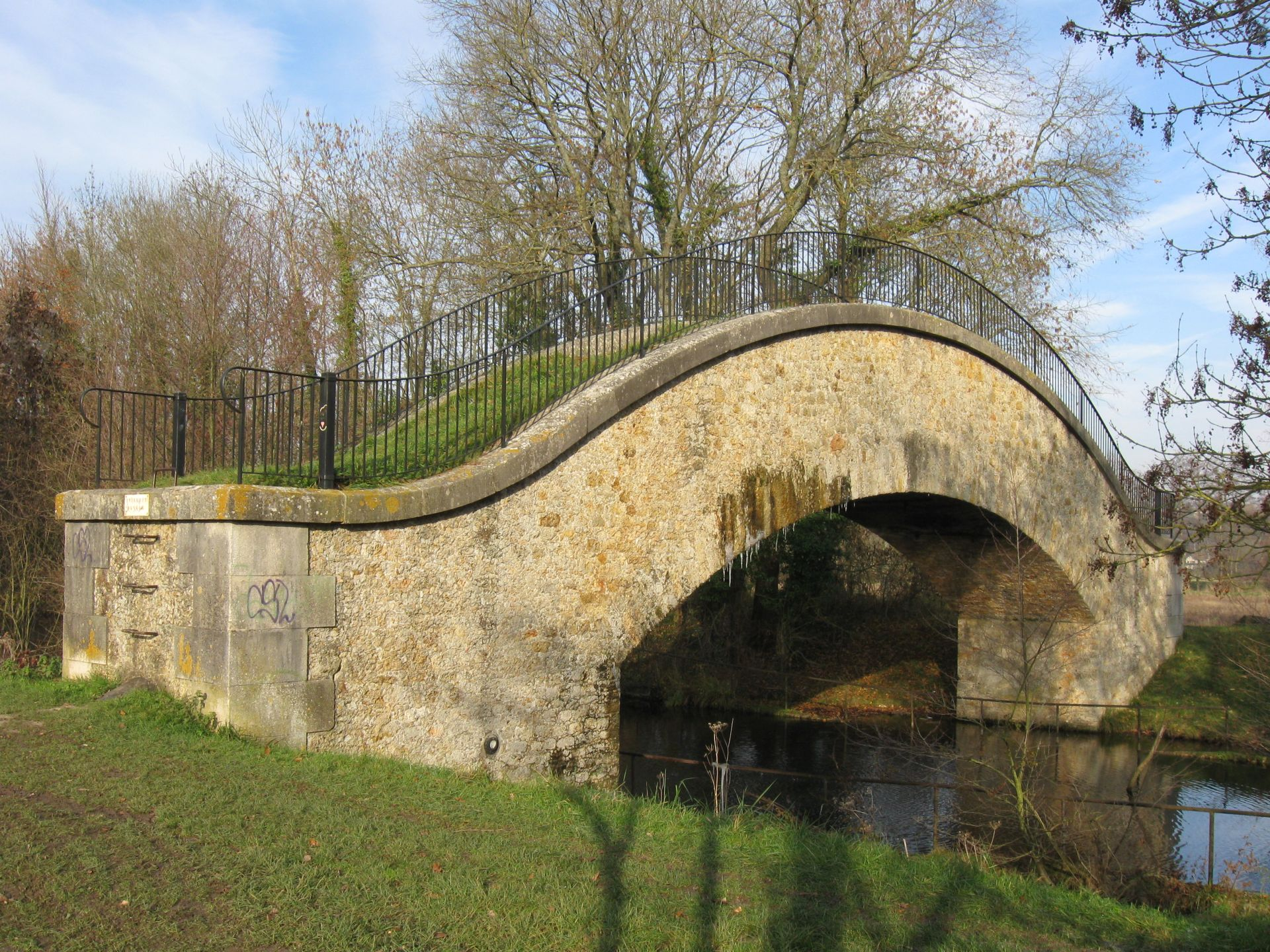
Aqueduc de la Dhuis franchissant le canal latéral au Grand Morin à Montry.
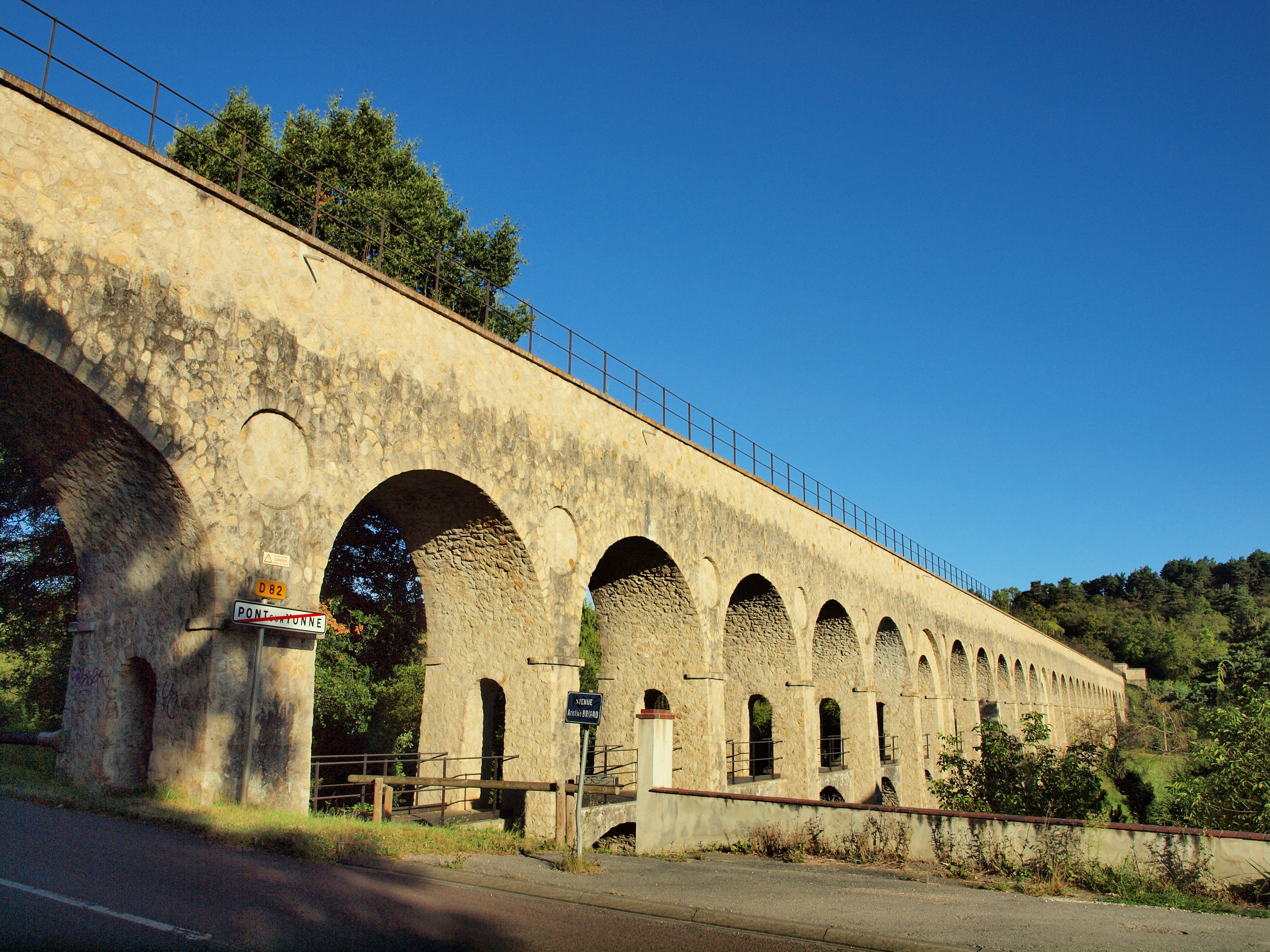
Aqueduc de la Vanne à Pont-sur-Yonne
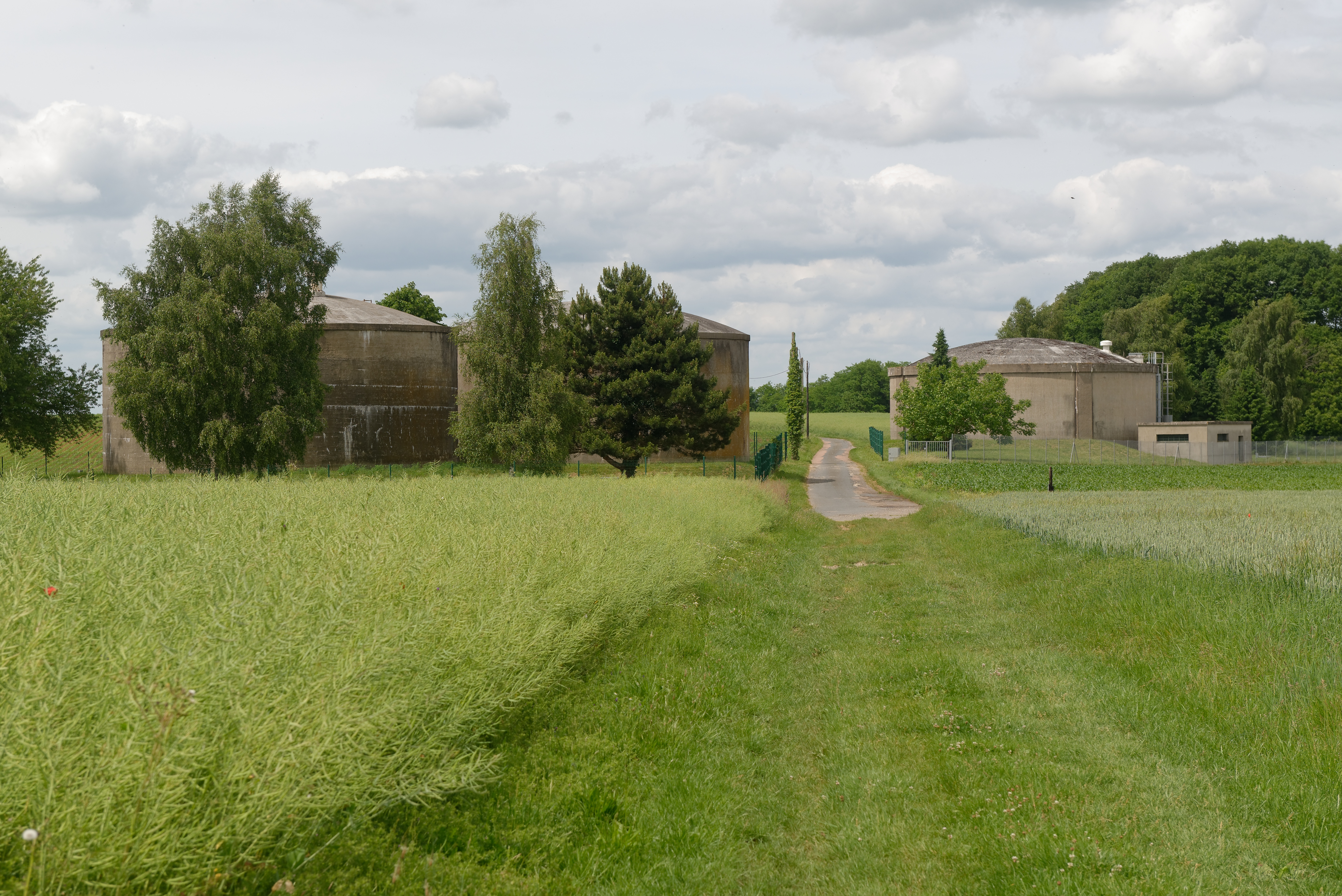
Cuves de Savins de l'aqueduc de la Voulzie.
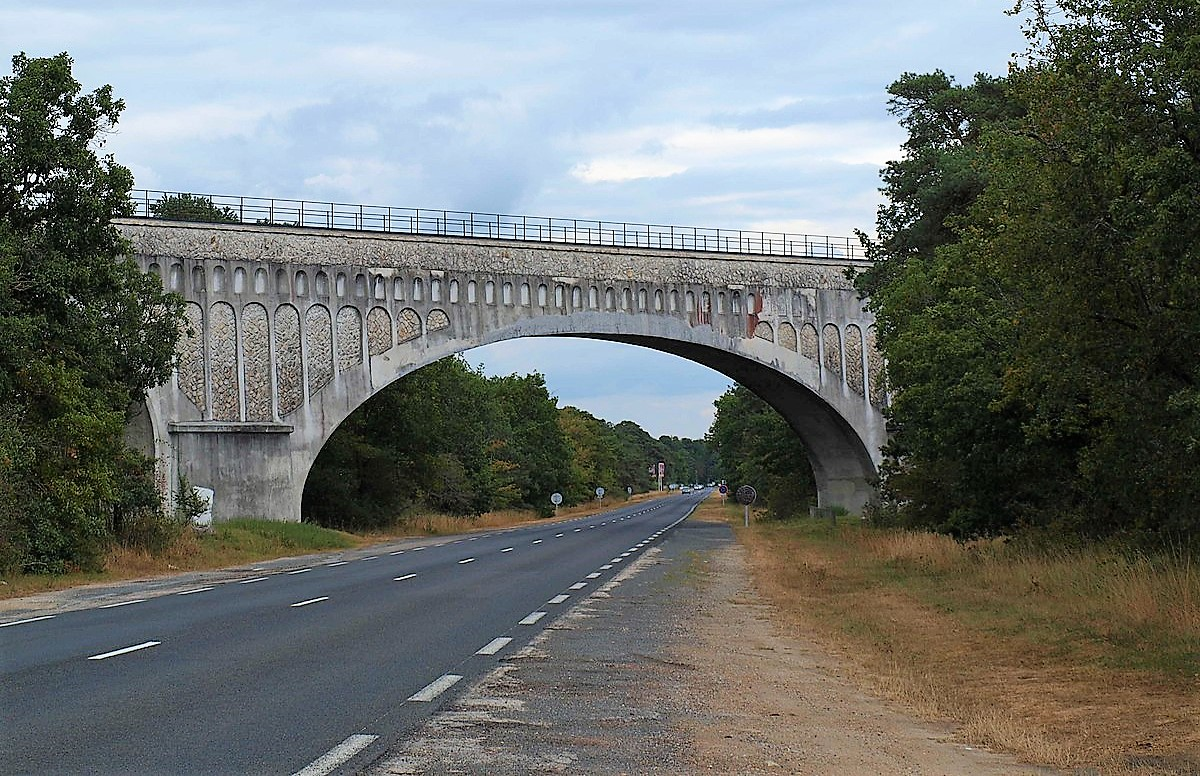
Aqueduc de la Vanne, entre Ury & Fontainebleau traversant la départementale D152

| Nom de l'aqueduc ou conduite forcée                 | Classe | Source                   | Longueur totale en km | Confluence                                                    | Communes du département irriguées |                               |      |                |           |
| --------------------------------------------------- | ------ | ------------------------ | --------------------- | ------------------------------------------------------------- | --- | ----------------------------- | ---- | -------------- | --------- |
| Nom de l'aqueduc ou conduite forcée                 | Classe | Source                   | Longueur totale en km | Bagatelle (canal 01 de)                                       | 6 | Écuelles (48.367219-2.834337) | 0,55 | Canal du Loing | Écuelles. |
| Conduite de Realimentation de la Seine à la Voulzie | 7      | Saint-Sauveur-lès-Bray   | 24,31                 | Voulzie                                                       | Saint-Sauveur-lès-Bray ~ Longueville ~ Jutigny ~ Les Ormes-sur-Voulzie ~ Saint-Loup-de-Naud ~ Sainte-Colombe ~ Poigny ~ Provins ~ Sourdun ~ Léchelle. |                               |      |                |           |
| Dhuis (aqueduc de la) ou Dhuys                      | 1      | Pargny-la-Dhuys          | 128,61                | Paris 20e, 7 Place de l'Adjudant Vincenot, (48.8714, 2.4069). | voir article. |                               |      |                |           |
| Etang de Villemer (ru de l')                        | 6      | Villemer                 | 3,53                  | Aqueduc du Lunain                                             | Episy ~ Villemer. |                               |      |                |           |
| Grande-Paroisse (canal 01 de la Commune de la)      | 6      | La Grande-Paroisse       | 2,06                  | Aqueduc de la Voulzie                                         | La Grande-Paroisse |                               |      |                |           |
| Gratigny (bras des)                                 | 6      | Saint-Loup-de-Naud       | 0,20                  | Bras de Saint-Loup                                            | Saint-Loup-de-Naud. |                               |      |                |           |
| Gratigny (bras des)                                 | 6      | Saint-Loup-de-Naud       | 1,45                  | Ru du Dragon                                                  | Saint-Loup-de-Naud. |                               |      |                |           |
| Loing (aqueduc du)                                  | 1      | Saint-Pierre-lès-Nemours | 90,92                 | Paris 14e (48.8248, 2.334)                                    | voir article. |                               |      |                |           |
| Lunain (aqueduc du)                                 | 6      | Villemer                 | 3,64                  | Aqueduc du Loing                                              | Montigny-sur-Loing ~ Épisy ~ Villemer. |                               |      |                |           |
| Provins (canal 03 de la Commune de)                 | 6      | Rouilly                  | 2,48                  | Canal 01 de la Commune de Provins                             | Provins ~ Rouilly. |                               |      |                |           |
| Saint-Loup (bras de)                                | 6      | Saint-Loup-de-Naud       | 1,92                  | Aqueduc de la Voulzie                                         | Saint-Loup-de-Naud ~ Longueville. |                               |      |                |           |
| Vanne (aqueduc de la) ou aqueduc d'armentieres      | 1      | Saint-benoist-sur-vanne  | 156,88                | Paris 14e (48.8248, 2.334)                                    | voir article. |                               |      |                |           |
| Villemer (aqueduc de)                               | 6      | Villemer                 | 3,75                  | Aqueduc du Lunain                                             | Episy ~ Villemer. |                               |      |                |           |
| Voulzie (aqueduc de la)                             | 2      | Léchelle                 | 55,41                 | Aqueduc de la Vanne                                           | voir article. |                               |      |                |           |